# Musée d'Ansembourg
Pour les articles homonymes, voir Ansembourg.

Le musée d'Ansembourg est le musée d'art décoratif de la ville de Liège. Le musée est installé dans l'hôtel d'Ansembourg situé en Féronstrée dans le cœur historique de la ville. La collection de mobilier du musée est une des plus importantes collections d'art mobilier de style Liège-Aix.

## Historique
Le musée trouve son origine dans la fondation de l'Institut archéologique liégeois (IAL) le 4 avril 1850. Les collections archéologiques et d'arts décoratifs sont abritées successivement dans le palais des princes-évêques de Liège, à la Bibliothèque de l'Université et à l'Émulation, avant d'être hébergées dans le premier musée de l'IAL inauguré le 12 octobre 1874 dans une des ailes du Palais des Princes-Évêques.
En 1901, la ville de Liège et l'IAL acquièrent le Palais Curtius afin d'y installer les collections archéologiques, par la suite augmentées des collections d'arts décoratifs, qui devient le Musée Curtius (ces collections font aujourd'hui partie du Grand Curtius).
Le 12 février 1903, la Ville achète l'hôtel d'Ansembourg qui, après restauration, abrite depuis le 10 juillet 1905 le musée consacré aux arts décoratifs du XVIIIe siècle.
Le musée d'Ansembourg est fermé à partir de 2020 jusqu'à nouvel ordre en raison d'importants travaux de rénovation 
. 
Depuis 2024, le bâtiment fait l'objet d'un important chantier de rénovation et d'extension en trois phases. La première phase, débutée en 2024 et devant s'achever à l'été 2025, comprend la démolition d'un bâtiment attenant pour la construction d'une extension contemporaine. La deuxième phase, programmée de juin 2024 au printemps 2026, porte sur la restauration complète de l'enveloppe du bâtiment (charpentes, maçonneries, peintures extérieures, ferronneries, menuiseries). La troisième phase concernera la restauration du mobilier et des décors intérieurs. Le coût total de la rénovation-extension est estimé à 8,7 millions d'euros, en grande partie subventionné.

## Collections

### Collections d'art
Outre les salles d'époque, le musée possède une importante collection de peintures, dessins et sculptures du XVIIe, XVIIIe et XIXe siècle des artistes Gérard de Lairesse, Nicolaas Verkolje, Jean-Baptiste Coclers, Théodore-Edmond Plumier, Englebert Fisen, Louis-Michel van Loo, Léonard Defrance, Jean Delcour et Louis-Félix Rhénasteine.

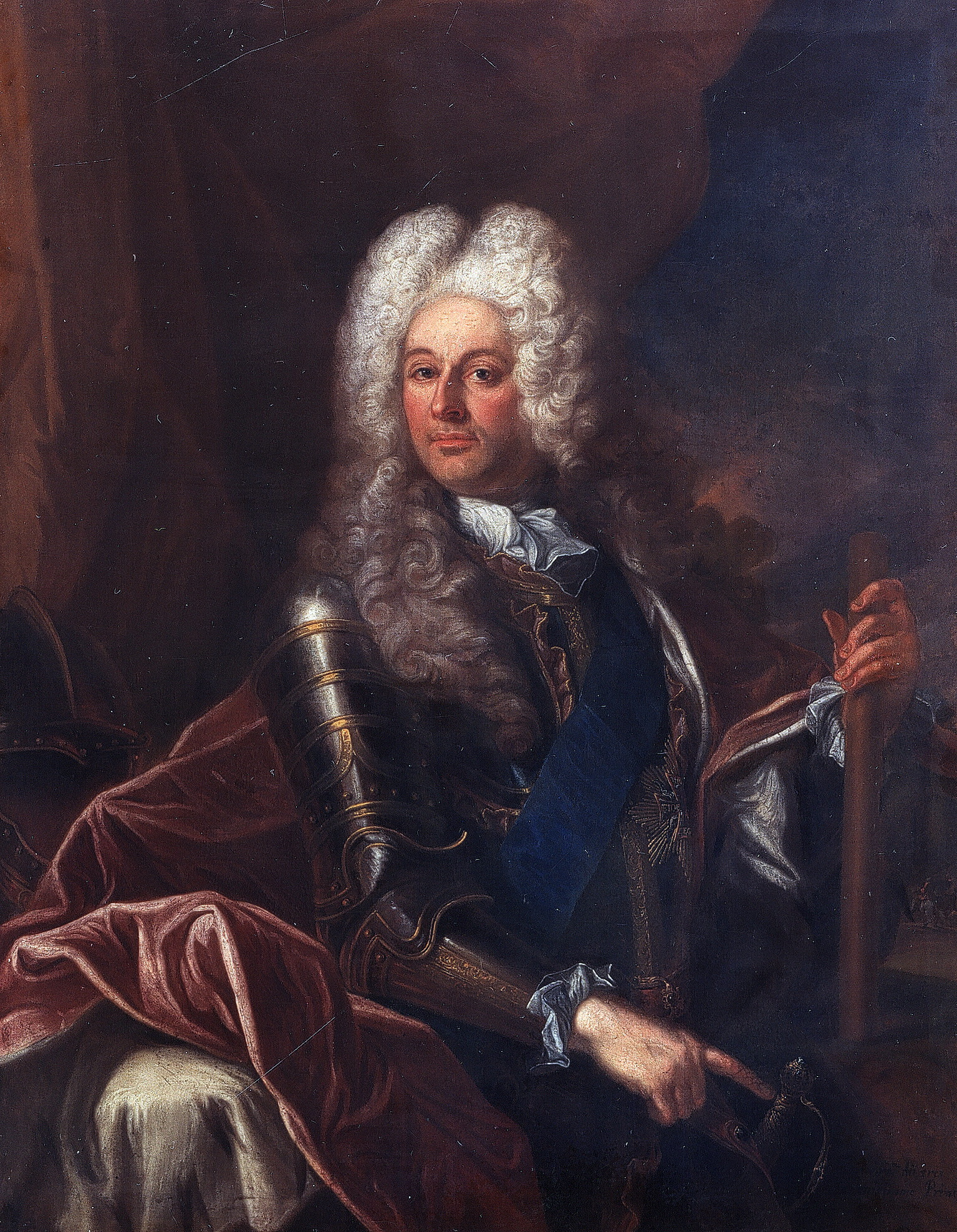
Théodore-Edmond Plumier, Portrait du prince Guillaume de Hesse (1720)
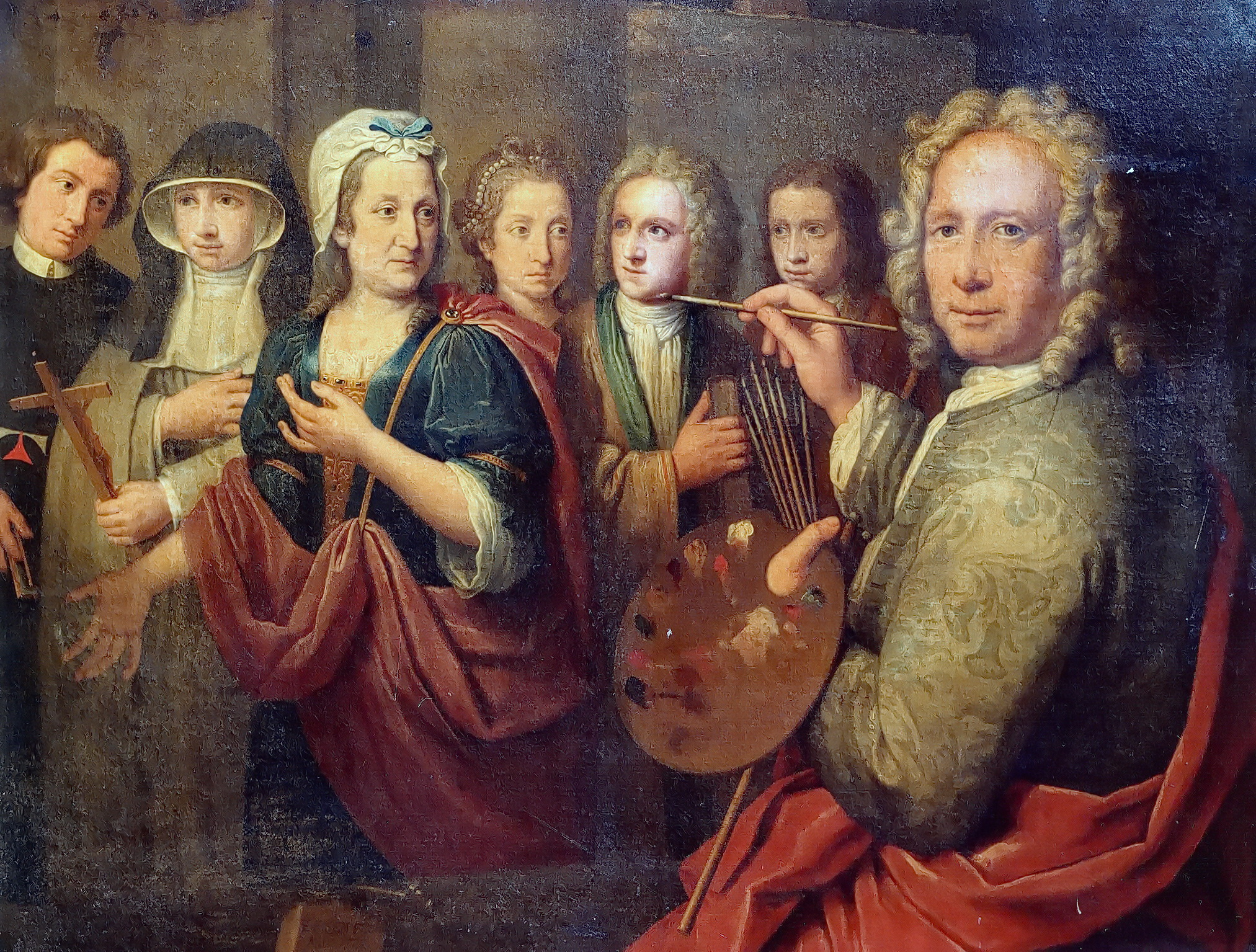
Englebert Fisen, Portrait de l'artiste avec sa famille (1722)
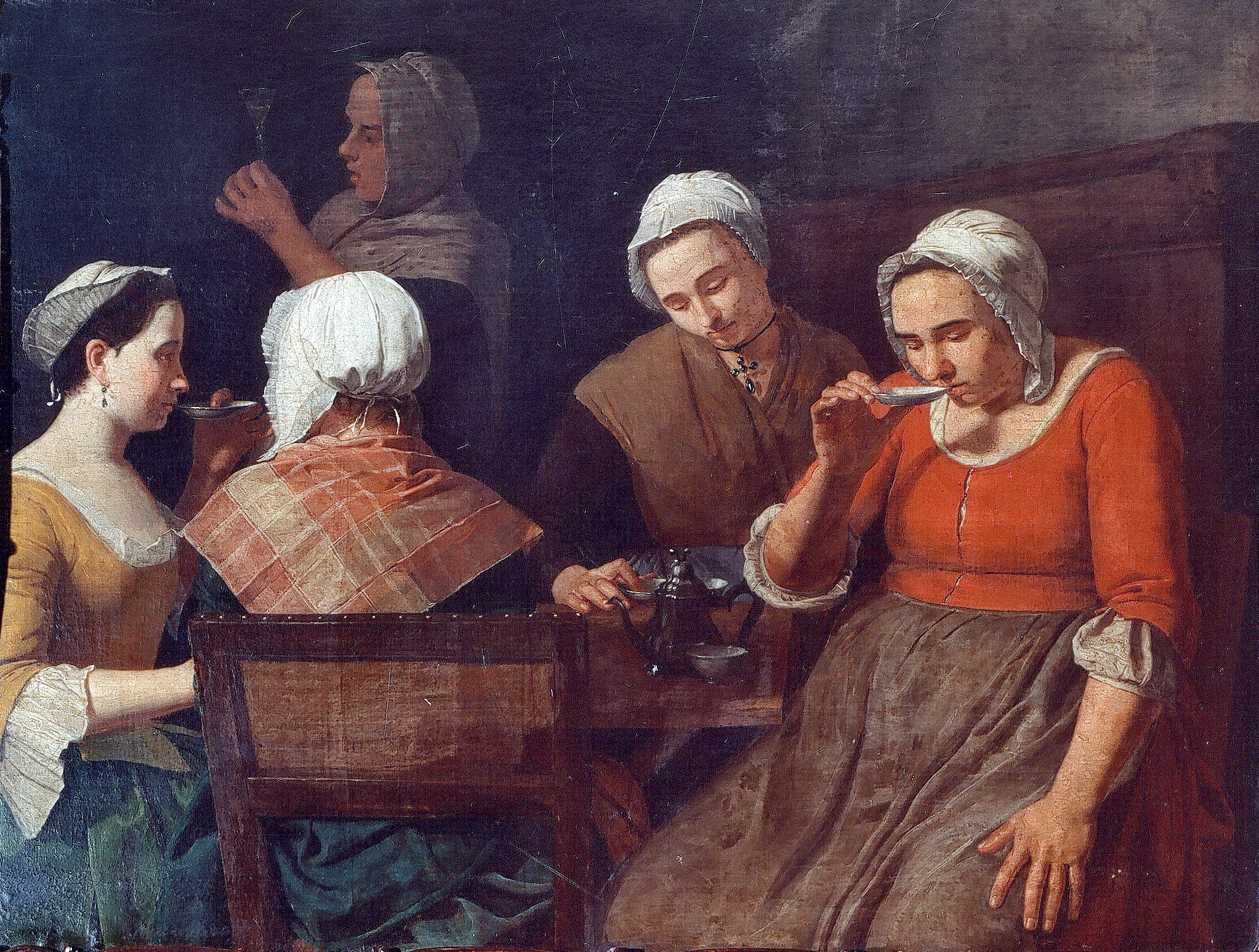
Léonard Defrance, Femmes buvant le café (1763)
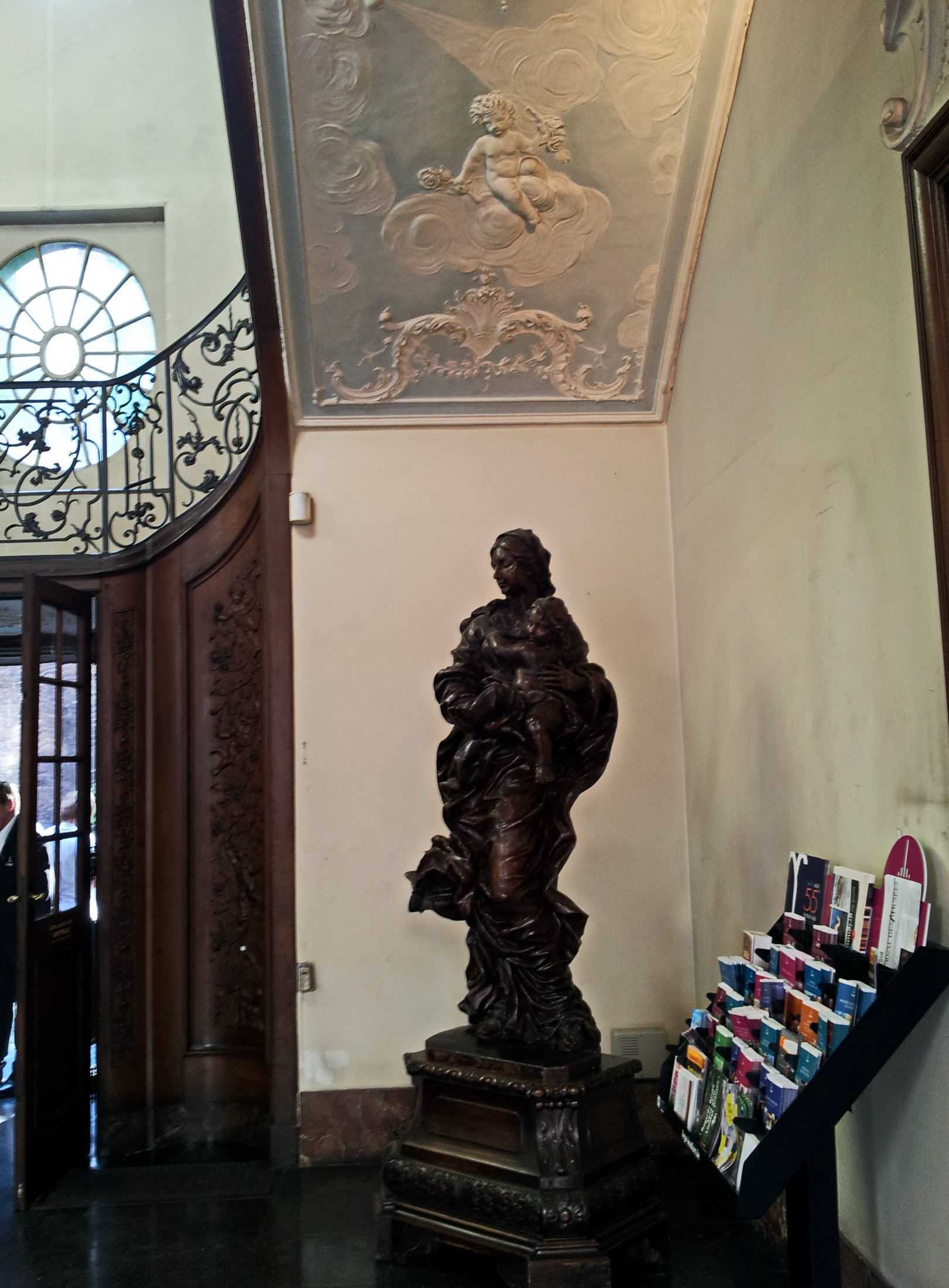
Jean Delcour, Vierge à l'enfant

### Meubles liégeois
Le musée Ansembourg possède une vaste collection de salle de meubles, lambris et boiseries du XVIIIe siècle, la plupart en chêne et presque exclusivement de fabrication liégeoise. C'est probablement la plus large collection de meubles de style Liège-Aix dans le monde.

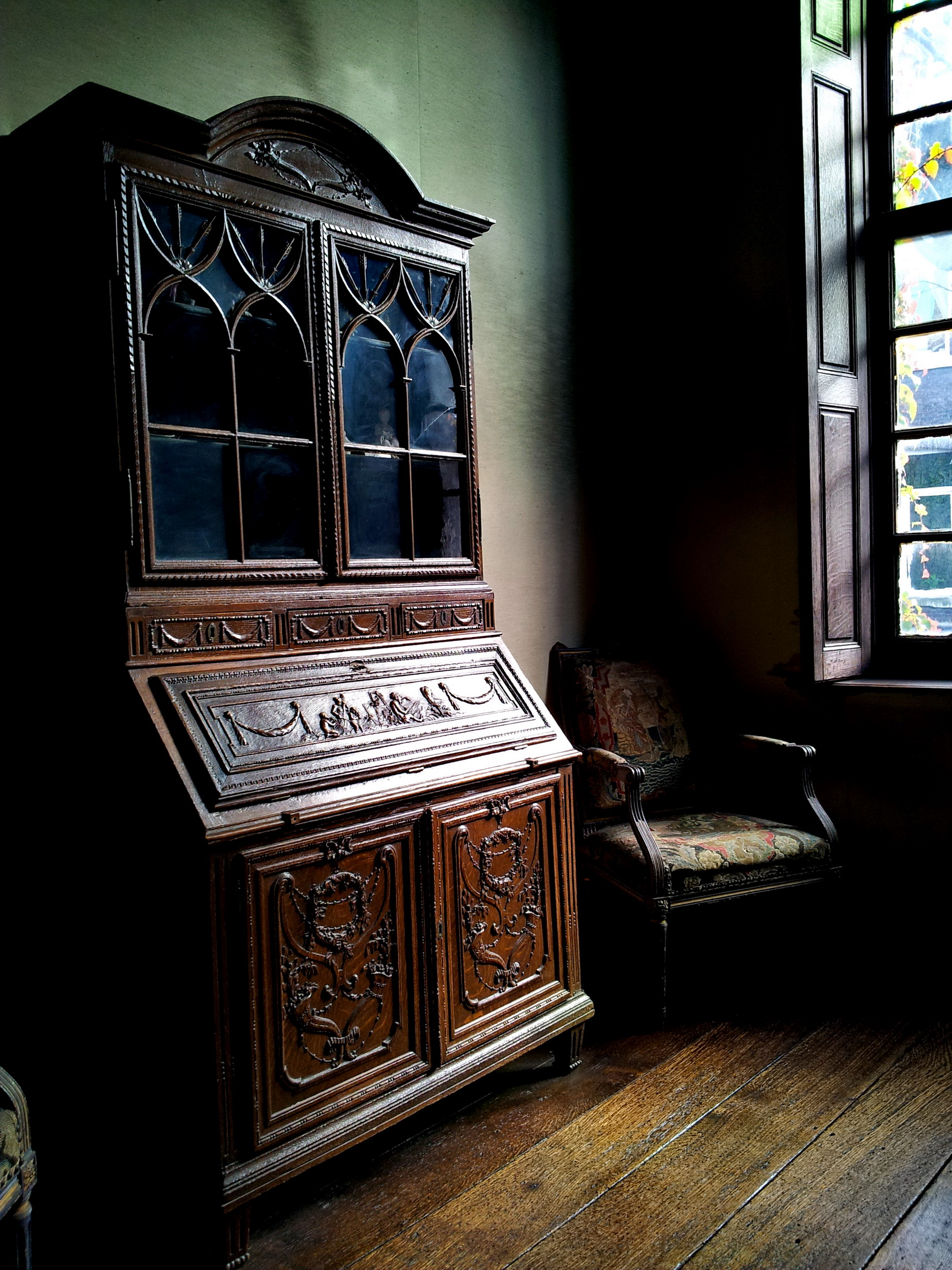
Armoire liégeoise
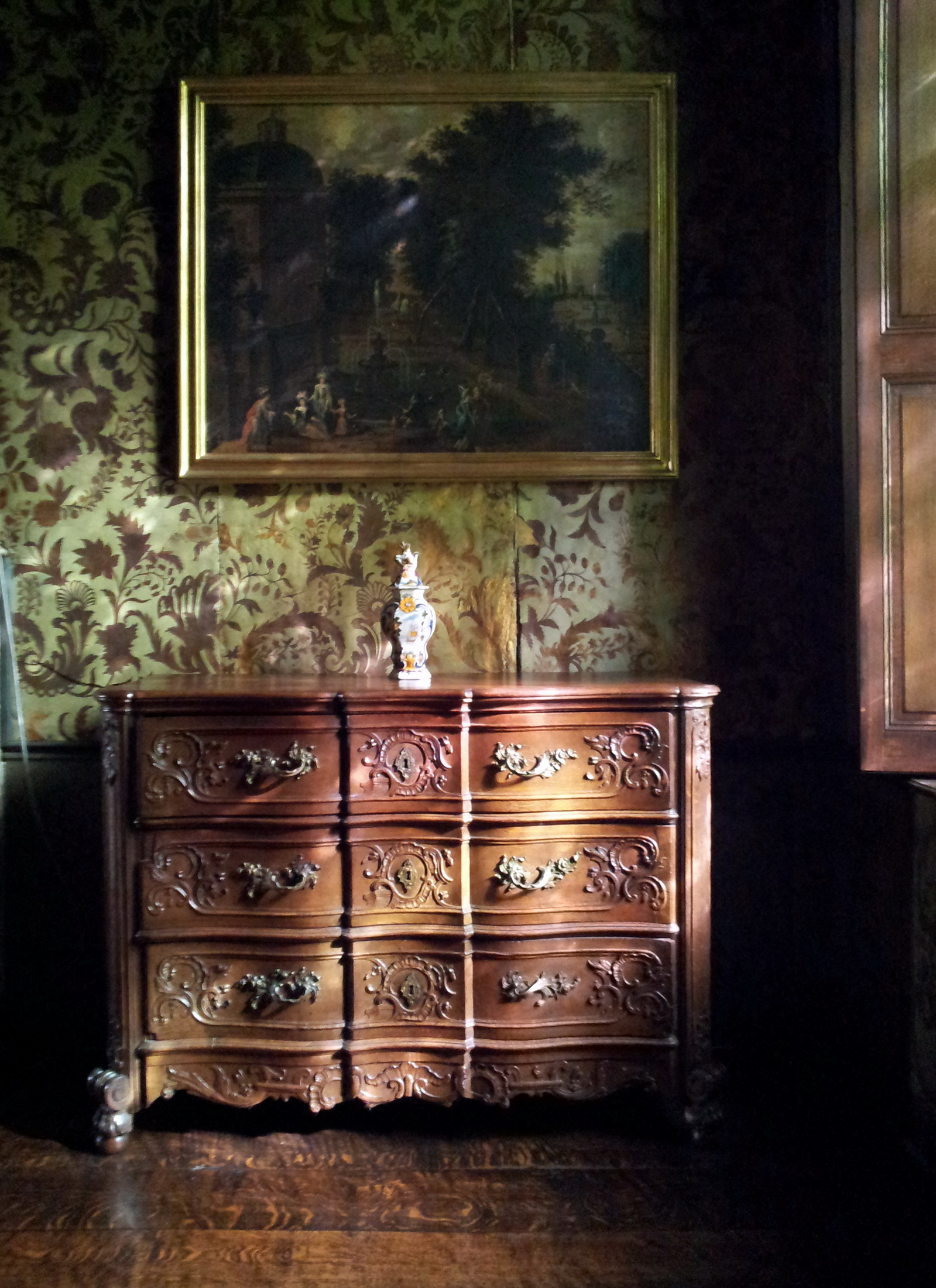
Meuble
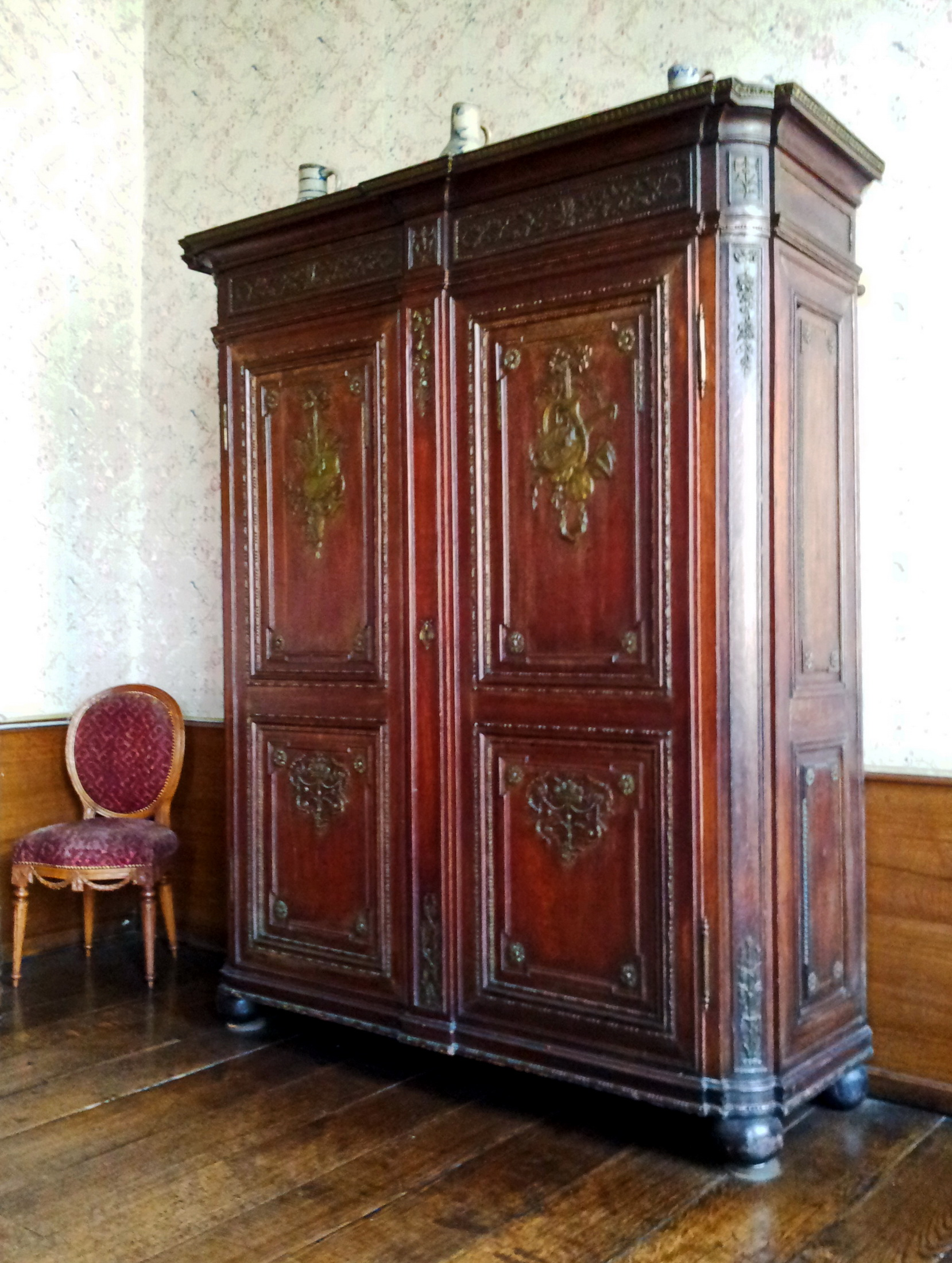
Armoire et chaise
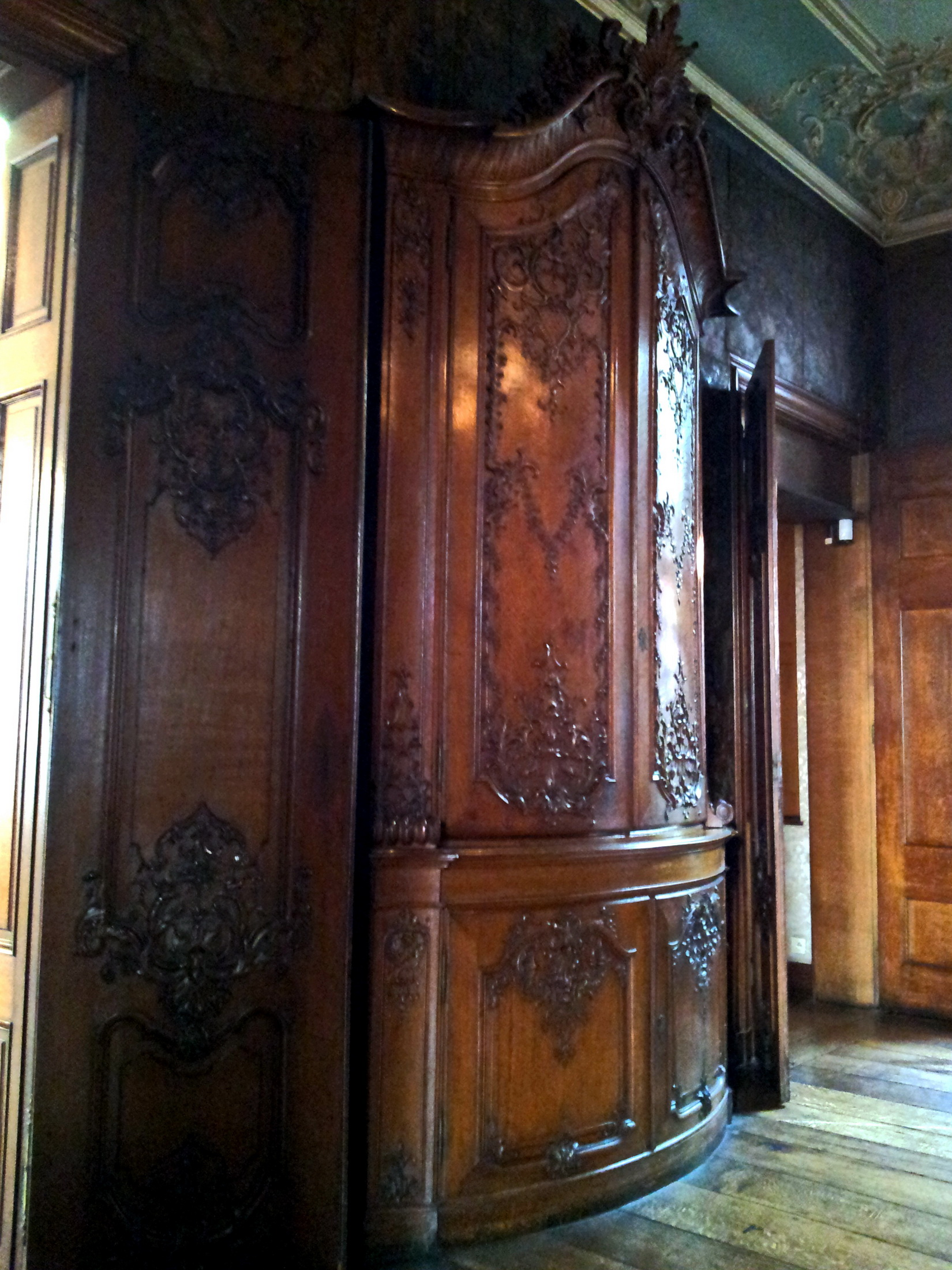
Armoire et lambris

### Autres collections
Le musée possède une belle collection de tapisseries flamandes, diverses horloges anciennes, une collection de porcelaine et objets en verre du XVIIIe et XIXe siècle, des objets en argent de fabrication liégeoise, un grand nombre d'ustensiles en cuivre, en étain et en bois et quelques instruments musicaux et jouets anciens.

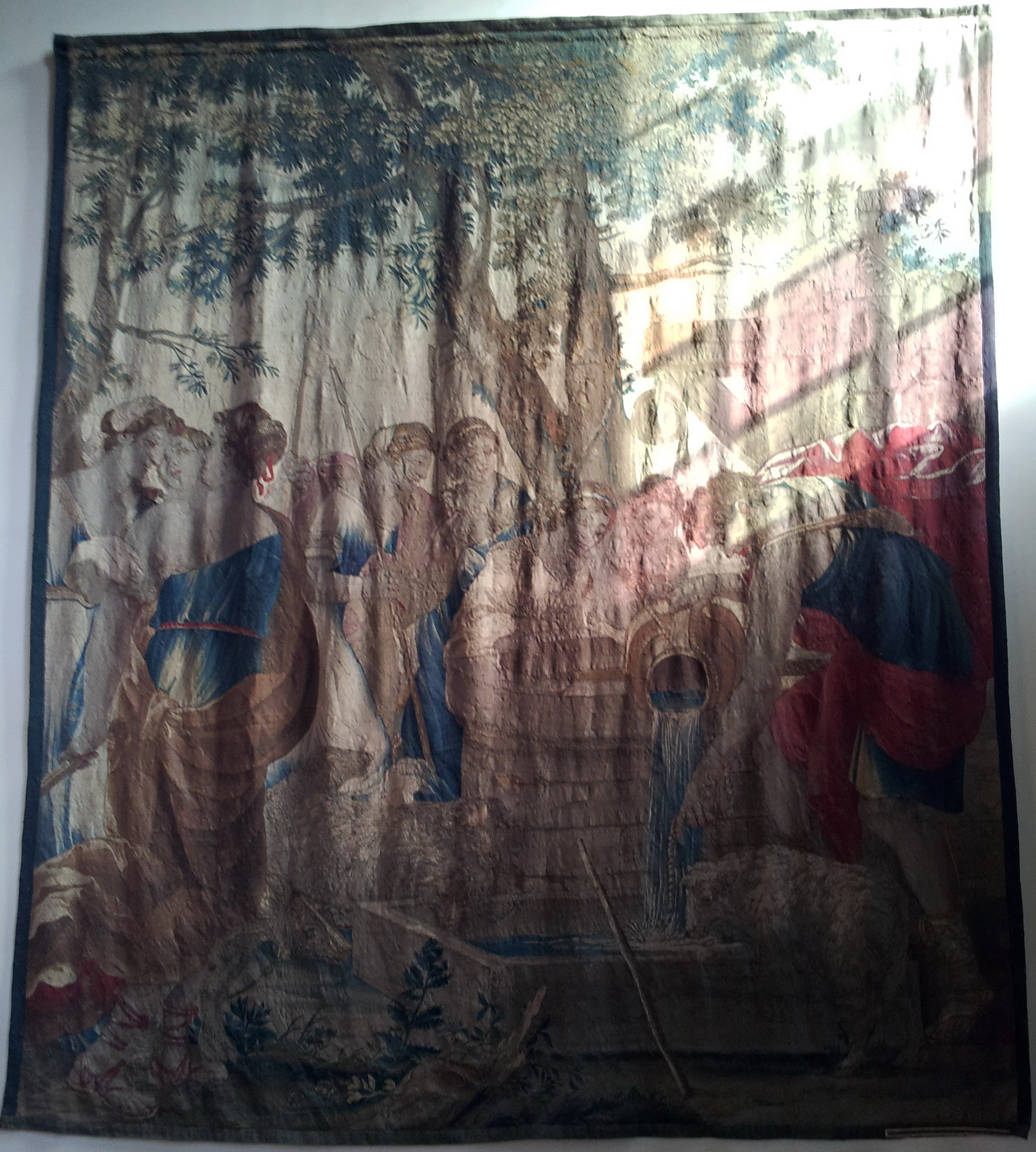
Tapisserie du XVIIIe siècle
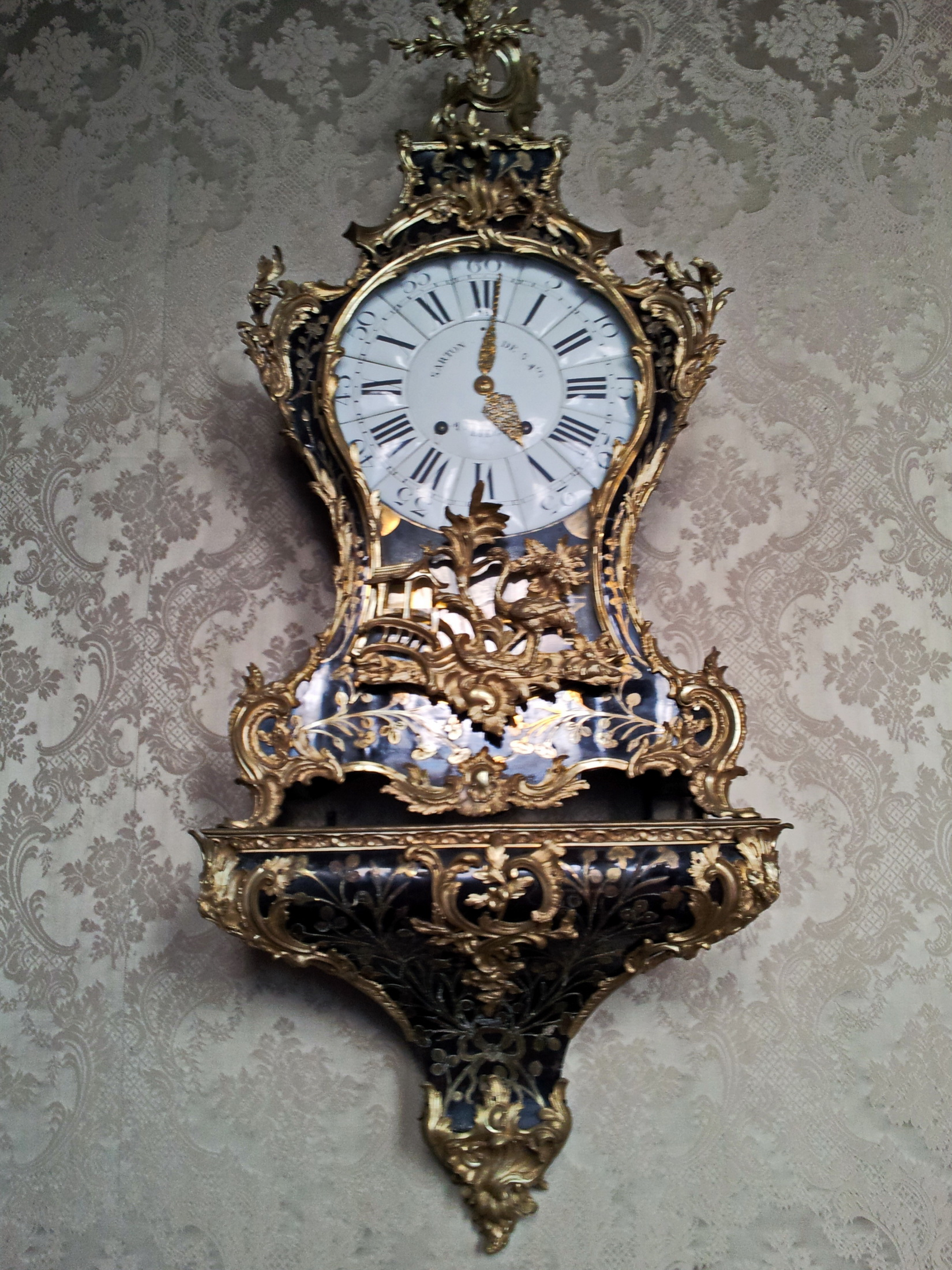
Horloge de Hubert Sarton
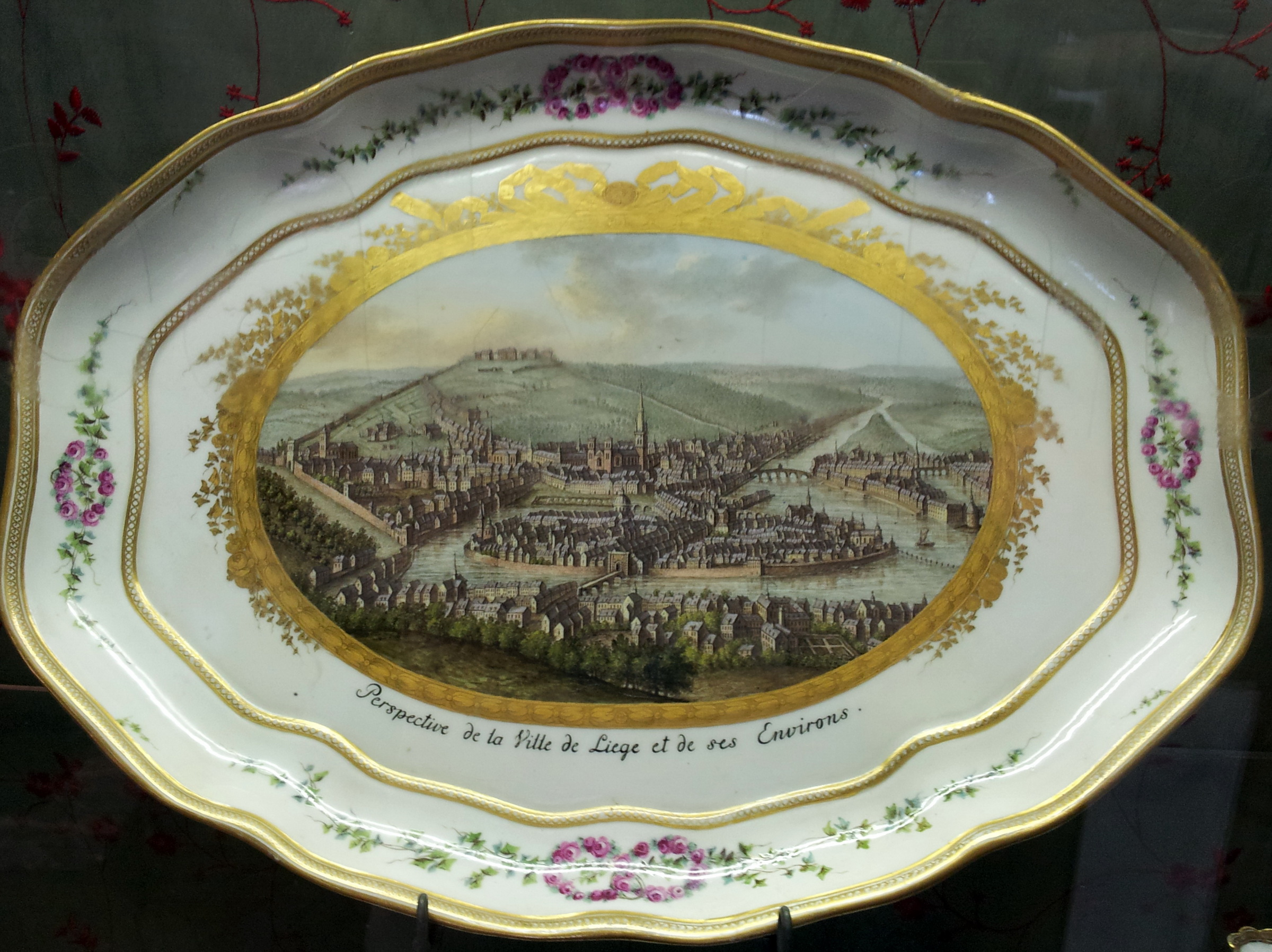
Porcelaine du XVIIIe siècle
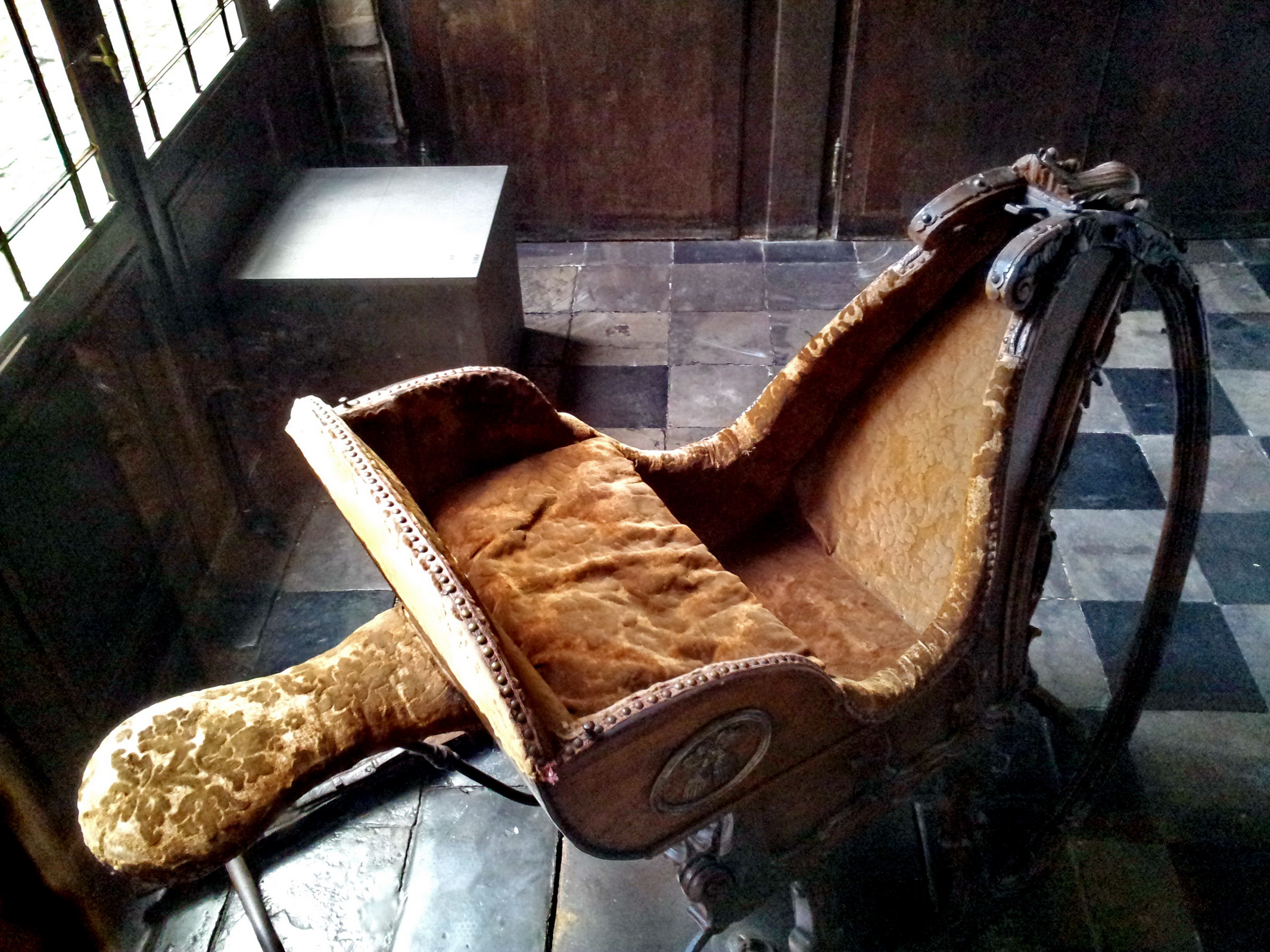
Traîneau d'enfant ancien